# Xylocopa lautipennis
Xylocopa lautipennis är en biart som först beskrevs av Cockerell 1933.  Xylocopa lautipennis ingår i släktet snickarbin, och familjen långtungebin. Inga underarter finns listade i Catalogue of Life.